# MarineTraffic
MarineTraffic est un site web, fondé en novembre 2007, permettant principalement de suivre en direct le trafic maritime à travers le monde.

## Principes de fonctionnement
Il s'agit d'un projet communautaire et collaboratif ouvert à tous (production participative). En complément de données provenant du suivi satellitaire des navires équipés d'une balise SIA (Système d'identification automatique), chacun peut aussi fournir des informations en temps réel sur les mouvements des navires et leur emplacement actuel.
Une base de données offre aussi l'accès à de nombreuses informations sur les navires, avec des détails sur le lieu où ils ont été construits, les dimensions des navires, la jauge brute et le numéro de l’Organisation maritime internationale (OMI).
Les utilisateurs peuvent soumettre des photographies des navires que d'autres utilisateurs peuvent annoter.
Une grande partie du site (ex : service de base MarineTraffic) peut être utilisé sans frais, mais des fonctions plus avancées ne sont disponibles que sous réserve de paiement.